# Hoth (pianeta)
Hoth è un pianeta immaginario dell'universo fantascientifico di Guerre stellari. Si tratta di un pianeta ghiacciato dell'Orlo Esterno, il sesto di un sistema solare che porta lo stesso nome. Nel film L'Impero colpisce ancora l'Alleanza Ribelle vi stanzia il proprio quartier generale, il quale viene però scoperto dall'Impero Galattico. Con l'attacco delle truppe imperiali alle postazioni ribelli ha luogo la cruenta battaglia di Hoth, che si conclude con pesanti perdite per l'Alleanza Ribelle e la sua messa in fuga.

## Creazione e sviluppo
Le scene ambientate sul pianeta Hoth sono state riprese a Finse in Norvegia e nel vicino ghiacciaio Hardangerjøkulen.

## Descrizione

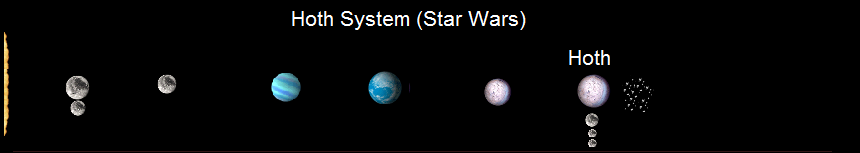
Diagramma del fittizio sistema di Hoth, ideato nell'ambito dell'universo espanso di Guerre stellari.

Hoth è un pianeta ghiacciato che fa parte del remoto sistema di Hoth nell'Orlo Esterno. Si tratta del sesto pianeta in ordine di distanza dalla stella e l'unico a presentare forme di vita. È circondato da diversi satelliti naturali e collocato vicino a una fitta cintura di asteroidi, che bombardano frequentemente la superficie del pianeta come meteoriti. Nonostante appaia come una landa ghiacciata e inospitale, Hoth presenta delle caverne e cavità magmatiche che ospitano licheni; questi hanno dato origine a una catena alimentare e ad alcune forme di vita evolute, tra cui i tauntaun e i wampa. La temperatura media del pianeta è estremamente rigida, ma tollerabile di giorno dalla fauna e dalla maggior parte delle specie della galassia se propriamente vestite. Le notti invece sono troppo gelide per sopravvivere all'aperto.
Su Hoth ne L'Impero colpisce ancora si trova la Base Echo, il quartier generale dell'Alleanza Ribelle. La base è situata all'interno di un sistema di caverne ed è protetta da due enormi portoni disposti alle entrate principali, sui lati nord e sud del gruppo montuoso. L'impianto include un hangar, trincee di difesa perimetrale, fanteria statica e veicoli, un cannone a ioni, scudi difensivi, un centro medico e il comando centrale. Quando a pieno carico, la base può ospitare 7.500 combattenti, 350 medici, 120 droidi, almeno trenta mezzi di trasporto GR-75, sessanta caccia stellari e dodici snowspeeder. Durante la permanenza su Hoth, l'Alleanza pattuglia il territorio circondante la Base Echo con l'uso di tauntaun addomesticati e snowspeeder. Il perimetro della base viene inoltre munito di sistemi di vigilanza chiamati Echo Stations.

## Apparizioni

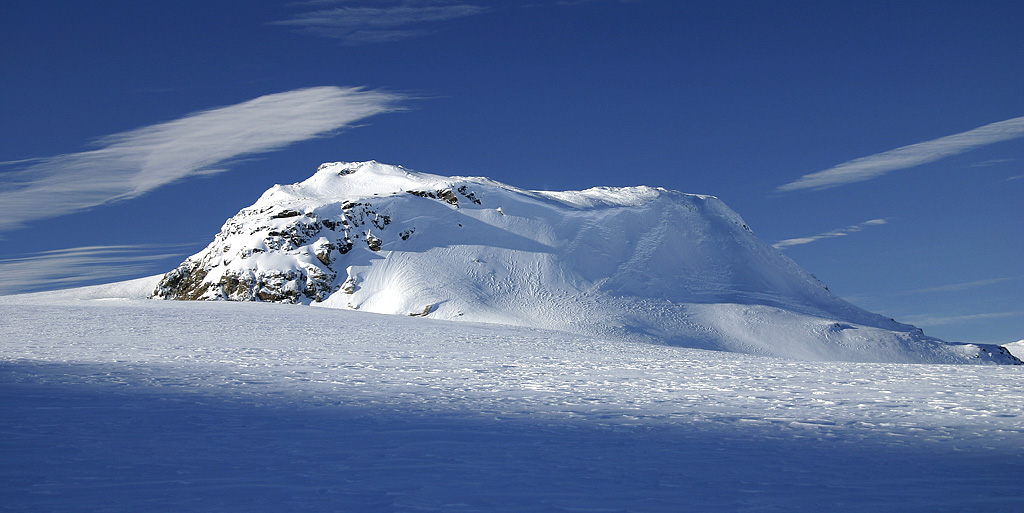
Vista di Finse, in Norvegia, che nel 1979 fu scelta quale set cinematografico per ricreare Hoth ne L'Impero colpisce ancora.

Hoth compare per la prima volta nel film L'Impero colpisce ancora ed è uno scenario esplorabile nei videogiochi Star Wars: Battlefront e LEGO Star Wars: La saga completa.
Come riportato nel fumetto Star Wars, dopo la battaglia di Yavin l'Alleanza Ribelle abbandona Yavin IV e si mette in cerca di un nuovo sito dove insediare il proprio quartier generale al riparo dall'Impero Galattico. La scelta ricade infine su Hoth, che viene giudicato appropriato per essere isolato e disabitato, e i ribelli vi istituiscono quindi la Base Echo.
Ne L'Impero colpisce ancora uno dei numerosi droidi-sonda imperiali raggiunge il pianeta Hoth e scopre dell'esistenza della base, allarmando l'esercito. I ribelli si prepararono immediatamente a fuggire, ma vengono intercettati dall'arrivo della flotta imperiale. Le due fazioni si affrontano quindi nella battaglia di Hoth, nella quale gli imperiali attaccano da terra tramite mezzi AT-AT le postazioni ribelli, i quali si difendono con snowspeeder, truppe e scudi difensivi mentre portano avanti l'evacuazione della base. Al prezzo di alti sacrifici e di una dura sconfitta, il nucleo dell'Alleanza Ribelle riesce a mettersi in salvo e la battaglia si conclude con la distruzione della Base Echo da parte dell'Impero Galattico.
Sfuggiti alla battaglia, la Principessa Leila, Ian Solo, Chewbecca e C-3PO a bordo del Millennium Falcon si addentrano nella cintura di asteroidi di Hoth per seminare gli agenti imperiali che danno loro la caccia. Il piano ha successo, ma i quattro devono affrontare dei mynock e una lumaca spaziale.

## Universo espanso
Hoth è uno scenario esplorabile nei videogiochi Star Wars: The Old Republic, Star Wars: Il potere della Forza, Star Wars: Battlefront e Star Wars: Battlefront II.
La storia della scoperta del pianeta Hoth e della sua scelta come base dell'Alleanza Ribelle è raccontata nei fumetti Iceworld e Star Wars 3-D. In essi Luke, Ian e Chewbecca, fuggendo da una squadriglia imperiale dopo la battaglia di Yavin, trovano riparo sul pianeta. Dopo aver evitato l'attacco simultaneo del cacciatore di taglie Raskar e del contrabbandiere Salmakk, che avevano eletto il pianeta a centro delle loro attività illegali, e averli messi in fuga, i tre raccomandano l'uso del mondo al comando alleato.
Nel videogioco Star Wars: Shadows of the Empire Dash Rendar visita il pianeta nel corso delle sue avventure e prende parte alla battaglia di Hoth affrontando snowtrooper, droidi-sonda, un AT-ST e dei wampa, prima di fuggire sulla propria nave, l'Outrider. Nel romanzo L'arma segreta, Luke Skywalker torna su Hoth con Callista Ming nel 12 ABY. I due scoprono che la base è ora occupata da cacciatori di wampa, i quali vengono tutti uccisi dalle creature. Anche Luke e Callista riescono a fuggire da Hoth solo con difficoltà. In Star Wars Jedi Knight: Jedi Academy, nel 14 ABY il protagonista Jaden Korr viene spedito in missione alla Base Echo per scoprire informazioni sul culto di Ragnos. Qui affronta le forze congiunte dei Sith e dell'Imperial Remnant e le distrugge.